# Meganomia gigas
Meganomia gigas är en biart som beskrevs av Michener 1981. Meganomia gigas ingår i släktet Meganomia och familjen sommarbin. Inga underarter finns listade i Catalogue of Life.

## Bildgalleri

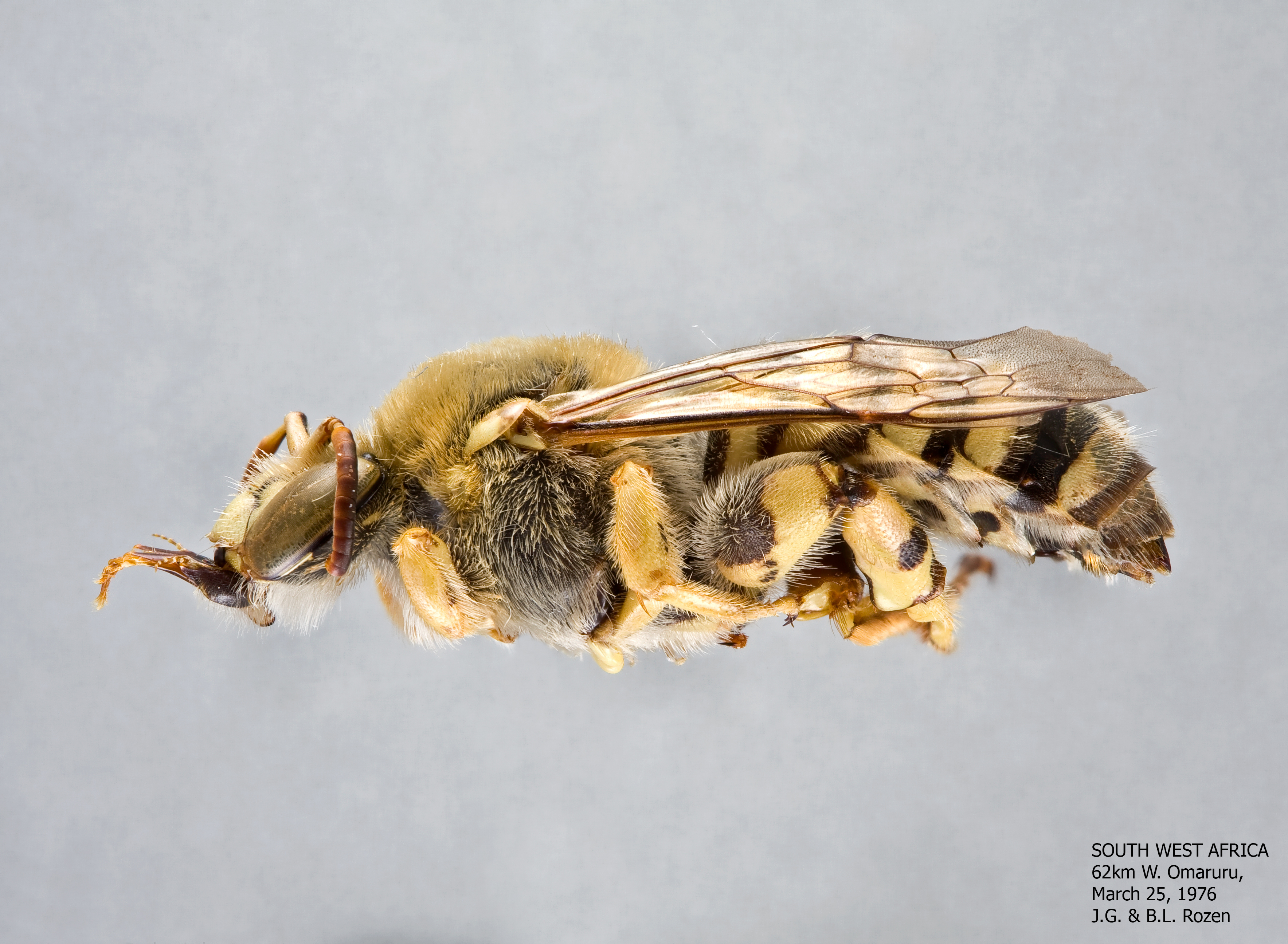